# Carlos José Errázuriz Mackenna
Carlos José Errázuriz Mackenna (ur. 20 stycznia 1957 w Santiago) – ksiądz katolicki, inkardynowany do Prałatury Opus Dei. Profesor prawa kanonicznego na Papieskim Uniwersytecie św. Krzyża w Rzymie.
Od kwietnia 2003 jest konsultorem Kongregacji Nauki Wiary, Kongregacji ds. Kultu Bożego i Dyscypliny Sakramentów oraz Papieskiej Rady ds. Interpretacji Tekstów Prawnych.
Napisał m.in. książkę pt. Prawo i sprawiedliwość w Kościele.